# Saint Antide
Antide est un martyr chrétien mort décapité vers 407 / 411. Il est reconnu comme saint par l'Église catholique.

## Biographie
Antide est né dans une famille romaine de la Séquanaise en Gaule, il entra dans le clergé de la cathédrale Saint-Etienne avant de devenir évêque de Besançon. Il connut l'invasion des Vandales ariens dirigés par le général Crocus qui fit arrêter Antide, trahi par certains de ses fidèles. Une variante de la légende dit qu'il avait demandé à Crocus  d'épargner les populations chrétiennes et que celui-ci le décapita. Il fut dépouillé de ses vêtements religieux, battu cruellement puis décapité à Ruffiacum aujourd'hui Ruffey-le-Château dans le Doubs.

## Postérité
- Ses reliques, profanées par les Protestants en 1560, sont conservées en Saône-et-Loire, dans une chasse placée dans le chœur de l'église Saint-Pierre-aux-Liens de Palleau[3].
- Une chapelle bâtie sur les lieux présumés de son martyre subsiste encore, de nos jours, sous la forme d'un oratoire du XIXe siècle.
- La sainte franc-comtoise Jeanne-Antide Thouret porte le nom d'Antide en hommage à ce saint local.
- L'église de Naisey-Les-Granges, commune du Doubs, a été placée sous le vocable de saint Antide, en l'honneur de ce saint.